# سوق القلة
سوق القلة هي قرية مغربية شمال المملكة. تنتمي سوق القلة لإقليم العرائش الساحلي. تضم هذه القرية 16.903 نسمة (إحصاء 2004).

## دواوير الجماعة القروية
- دوار ورزيان
- دوار امجادي
- دوار عين شق
- دوار الخربة
- دوارعنصر الحاج
- دوار فدان الجبل
- دوار أكلة
- دوار بودة
- دوار خندق مسعودة
- مدشر الحمة
- مدشر تارية
- مدشر أكير
- مدشر صافوهار
- مدشر الدار
- مدشر شبيكة الذيب
- مدشر مرشاق
- مدشر المنجرة
- مدشر وارغازين
- مدشر تيمزلان
- مدشر عنصر بني عبد الله
- مدشر عين كريمة
- مدشر الثلاثاء
- مدشر بني يحيى
- مدشر الرحبة
- مدشر الصفيفة
- مدشر امسيلة
- مدشر أركيبة
- مدشربن سليمان
- مدشر الصاف
- مدشر الجزيرة
- مدشر عين خنزيرة
- مدشر الغلمان
- مدشر دار لولطة
- مدشر تارية
- مدشر عين فاسة
- مدشر أدغوص
- مدشر خندق أجنة
- مدشر دار قديمة
- مدشر الماكينة مغزيز
- مدشر الزرايب
- مدشر أناسل بني يسف
- مدشر عين أزياتن
- مدشر فرارة
- مدشر ولاد بومليلاح
- مدشر تاوجاخ
- مدشر تازروت
- مدشر أزمورين
- مدشر مترازة
- مدشر أناسل بني زكار